# Архивът на Анна
„Архивът на Анна“ е търсачка с отворен код за електронни книги, които са част от пиратски библиотеки. Стартирана е малко след като са правени опити да бъде закрит сайтът Z-Library през 2022 г. Сайтът съдържа записи от големи скрити библиотеки, включително Z-Library, Sci-Hub, Library Genesis и други. Нарича себе си „най-голямата свободна библиотека в човешката история“ и заявява, че има за цел да „каталогизира всички съществуващи книги“. Архивът твърди, че не носи отговорност за изтеглянията на материали, защитени с авторски права, тъй като сайтът индексира метаданни, но не съхранява на собствените си сървъри директно никакви файлове и вместо това предоставя връзки за изтегляне от трети страни.
Към юни 2025 г. архивът съдържа 51 064 327 книги и 98 551 617 статии. През март 2025 г. сайтът регистрира средно около 650 000 сваляния на файлове на ден, около 10 пъти повече от Библиотеката на Ню Йорк.

## Блокиране и правни проблеми
През март 2024 г. Окръжният съд в Ротердам разпорежда на големите доставчици на интернет услуги в Нидерландия да блокират сайта поради искане на застъпническата група BREIN.
През януари 2024 г. националната агенция за комуникации на Италия нарежда на интернет доставчиците в страната да блокират Архива на Анна поради жалба за авторски права от страна на Италианската асоциация на издателите.
Архивът на Анна е сред десетте най-често докладвани домейна за блокиране по DMCA в Google Search към юни 2024 г. Това е един от най-таргетираните сайтове на холандската антипиратска служба Link-Busters, която предприема акции за премахване на съдържание от Google и други търсачки от името на големи издатели.